# ウエスト・サイド物語

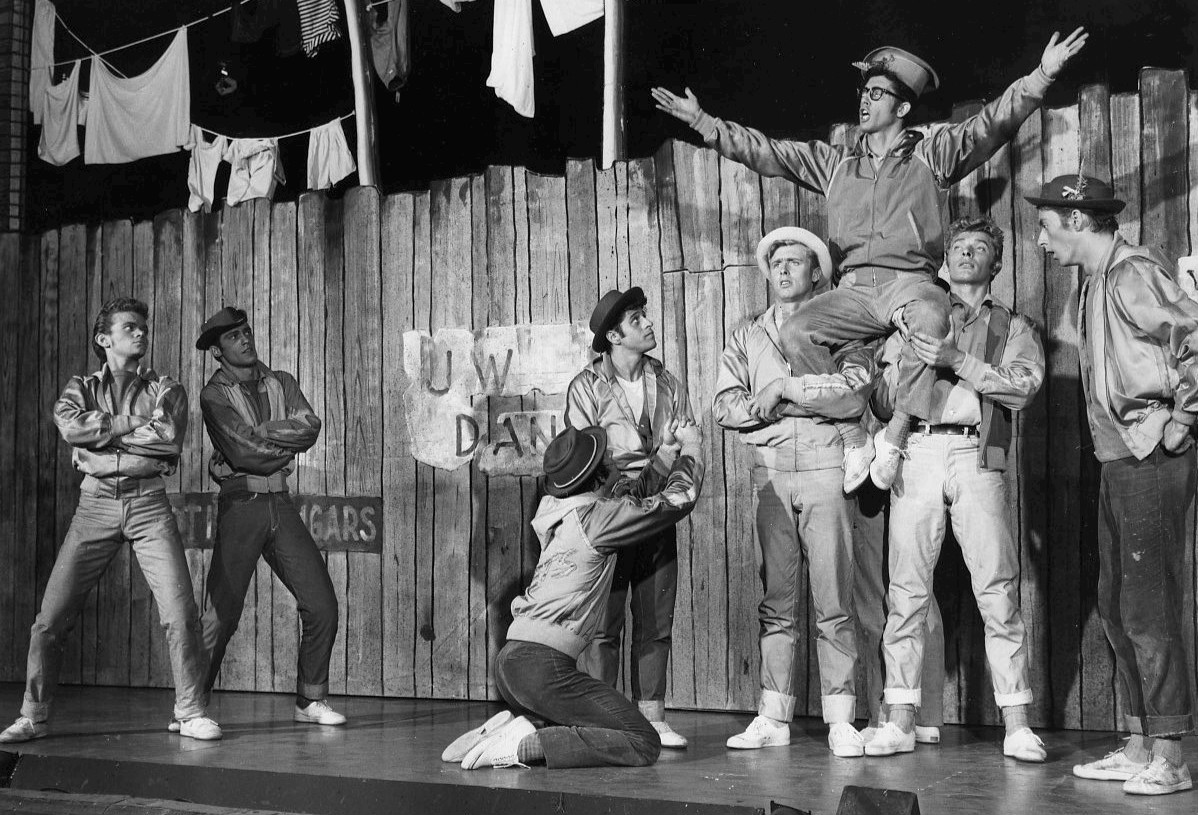
ウエスト・サイド物語

『ウエスト・サイド物語』（ウエスト・サイドものがたり、West Side Story）は、アーサー・ローレンツ脚本、レナード・バーンスタイン音楽、スティーヴン・ソンドハイム歌詞のブロードウェイ・ミュージカル。原案ジェローム・ロビンズ。1957年初演。原題に合わせて『ウエスト・サイド・ストーリー』とも呼ばれる。

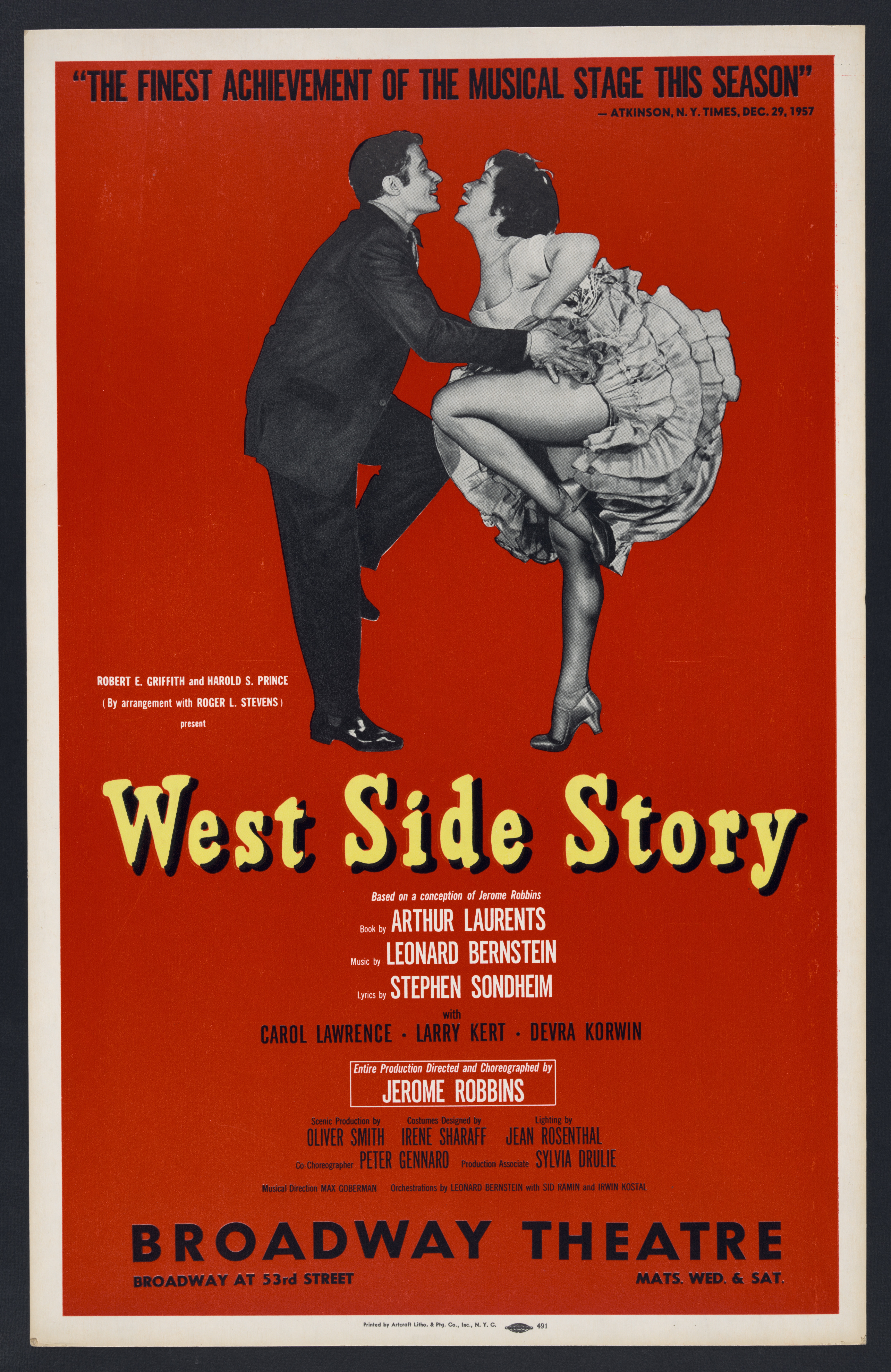
ミュージカル「ウエスト・サイド物語」1958年のポスター

シェイクスピアの戯曲『ロミオとジュリエット』に着想し、当時のニューヨークの社会的背景を織り込みつつ、ポーランド系アメリカ人とプエルトリコ系アメリカ人との2つの異なる少年非行グループの抗争の犠牲となる若い男女の2日間の恋と死までを描く。
1961年と2021年に映画化された。

## あらすじ

### 第1幕
ニューヨークのウエスト・サイド、午後5時、ポーランド系アメリカ人の少年非行グループ「ジェッツ」（ジェット団）と、新参のプエルトリコ系アメリカ人の少年非行グループ「シャークス」（シャーク団）は、なわばりを巡って対立している。今日も2グループの間で争いが起きるが警官の呼子笛の音に止められる（“Prologue”「プロローグ」）。クラプキ巡査とシュランク警部補が現れて少年たちに説教をして帰っていく。
ジェッツのリーダー・リフはシャークスとの関係をはっきりさせるために決闘しようと言い出し、ジェッツのメンバーが賛成する。ついては決闘についての取り決めをシャークスとする必要があり、リフは自分の副官にトニーを選ぶ。メンバーは初めトニーはもう抜けたと反対するが、リフは（海兵隊のように）「一度ジェッツになったら死ぬまでジェッツだ」と歌う。メンバーもついには了解し、夜に中立地帯である体育館で行われるダンスパーティでシャークスのリーダー・ベルナルドに決闘の申し込みをすることにし、全員で「ジェッツが一番だ」と歌い踊る（“Jet Song”「ジェット・ソング」）。
午後5時半、ドックの経営するドラッグストアで働くトニーに、リフがパーティに来るよう頼んでいる。追い払おうとするトニーはなぜジェッツに興味を失ったのか聞かれ、ここ一月何かが来るのを予感して毎晩目が覚めること、その何かを楽しみにしていることを語る。せがむリフに遂に折れ、トニーはパーティに行くことにする。後悔するだろうと言うトニーにリフがそれはわからない、ダンスでその何かがまっているかもしれないと言って去っていくと、トニーはその言葉を受けて、素晴らしい「何か」が確かに今晩来るかもしれない、と歌う（“Something's Coming”「何かが起こりそう」）。
6時、ブライダルショップでは、アニタがマリアのコムニオン用の白いドレスをパーティ・ドレスに作り替えている。マリアが胸元をもう少し広げるように頼むが、アニタはベルナルドとの約束を持ち出して聞かない。セリフからマリアがチノと結婚するために合衆国に来てまだ一月であることがわかる。完成したドレスをマリアが着たところにベルナルドとチノが現れる。マリアが「今夜が私のアメリカの若い女性としての人生の始まり」と言って回り出すのをきっかけに場面転換。
夜10時、体育館のダンスパーティーでジェッツとシャークスが踊っている。グラッド・ハンドとクラプキが現れ、2つのグループを一緒に踊らせようとするが失敗し、マンボのリズムに乗ったダンス合戦になる。その渦の中に現れたトニーはマリアと出会い、2人は瞬く間に恋に陥る。唇を交わそうとしたところにベルナルドが妹に近付くなと現れ、チノにマリアを連れて帰るよう命じる。帰っていくマリアにチノが「さあ、マリア」と声をかけたのを聞き、トニーは彼女の名を知る。トニーに迫ろうとするベルナルドにリフが割り込み、一時休戦とドラッグストアでの話し合いを約束する（“The Dance at the Gym”「体育館でのダンス」）。トニーは一人夢見心地で、マリアの名を幾度も口にして称える（“Maria”「マリア」）。
11時、トニーは裏路地でマリアを探しまわり、建物上階の窓に彼女を見つける。2人は彼女の家の非常階段で互いの気持ちを確かめあう（“Tonight”「トゥナイト」）。別れ際に翌日の夕方にマリアの働くブライダルショップで会う約束を交わす。
トニーと入れ替わりにシャークスの面々が帰ってくる。マリアをコントロールしようとするベルナルドに、ここは女性も自由に楽しめる国アメリカだとアニタは言う。話題はトニーに及び、移民2世でもアメリカ生まれであるゆえに「アメリカ人」の彼と「外人」扱いの自分たちの境遇の違い、アメリカに来た時の期待、プエルトリコへ帰って錦を飾る希望を彼らは語る。アニタに促され、ベルナルドは少年たちを率いてドックの店へ向かう。そんなに故郷がいいんなら帰ればというアニタをきっかけに、美しい故郷を懐かしむロザリアと、故郷を嫌悪しアメリカを称える他の少女たちが歌いあう（“America”「アメリカ」）。
12時、ドラッグストアでシャークスを待つジェッツの興奮したメンバーに、リフは「落ち着け、クールに振る舞え」と歌う（“Cool”「クール」）。シャークスが現れ、決闘の条件の話し合いが始まる。翌日、高速の高架下まで決まり、武器で揉めている最中、入ってきたトニーの提案で一対一の素手を決定し、ジェッツからはディーゼルが選ばれる。シュランクが現れ、ギャング団たちは去る。シュランクは決闘について聞き出そうとするがドックとトニーは口を割らない。シュランクが去った後、トニーはドックに自分が恋に落ちたことを話す。
翌日午後5時半、ブライダルショップでは、マリアがアニタを先に帰そうとしているとトニーが現れる。アニタが去った後、マリアはトニーに素手であろうと争うのはよくないと決闘の場へ行ってやめさせるよう約束させる。それから2人は結婚式の真似事をしてお互いの愛を再確認する（“One Hand, One Heart”「ひとつの心」）。
6時、ジェッツとシャークスのメンバーは今夜の決闘を、アニタは決闘後のベルナルドとのデートを、そしてトニーとマリアは夜の再会を心待ちにする思いをそれぞれ歌う（“Tonight (Quintet)” 「トゥナイト（クインテット）」）。
9時、高速道路の高架下で決闘が始まる。遅れて現れたトニーは決闘をやめさせようとするがうまくいかず、ベルナルドのトニーへの嘲笑に逆上したリフが手を上げ、ベルナルドとリフはナイフを持ち出して争い出す。リフはベルナルドを追い詰めるが、押さえつけるディーゼルの手を振り払い止めに入ろうとしたトニーに気を取られた一瞬の隙に、ベルナルドがリフを刺し、トニーもリフのナイフでベルナルドを刺す。乱闘となるが、警察の笛の音、続くサイレン音に少年たちは殺された2人とトニーを残して散る（“The Rumble” 「決闘」）。マリアの名を呼び立ち尽くしているトニーを戻ってきたエニバディズが我に返らさせ、2人も逃げていく。

### 第2幕
9時15分、部屋でコンスェーロ、ロザリアが決闘後のデートに向けて身支度をしていると、同じく着飾ったマリアが現れ、決闘はない、今夜は私の結婚式と告げる。私はなんてかわいいんでしょうと弾けるよろこびを歌う彼女をコンスェーロたちは怪しむ（“I Feel Pretty”「素敵な気持ち」）。
そこに決闘から逃げてきたチノが現れ、決闘の経緯を語り始める。ベルナルドについて話そうとするチノを遮ってマリアがトニーの安否を尋ねるとチノは凍りつき、そして「やつが君の兄さんを殺した」と伝える。マリアは嘘だと叫びながら自室にこもり、チノは家具の後に隠されたベルナルドの銃を懐にしまい部屋を去る。マリアが自室の処女マリア像に祈りを捧げているとトニーが現れる。マリアは人殺しと罵り叩くが、トニーが言い訳の中で警察に行くと口にすると、それをとめる。トニーがどこか遠くへ連れて行くよ、どこかに僕たちの居場所があるはずさと歌うと、皆が仲良く暮らす夢の世界が現れて2人を包む。オフステージの女声が皆が仲良く暮らせる世界がどこかにある、そこへ行こうと歌う（“Somewhere” 「どこかへ」）。しかし美しい世界が崩れ始め、ベルナルドとリフが現れ、恋人たちは引き裂かれる。2人は現実世界に引き戻され、不安を追い払うように「私の手をとって、もうすぐそこ」と歌の最後の節を繰り返す（“Procession and Nightmare” 「行列と悪夢」）。
10時、決闘の場から散った後再会できたA-ラブとベイビー・ジョンは、市警のクラプキ巡査と出くわしてしまい、決闘についての訊問をかわそうとしてしょっ引かれそうになるが上手くごまかして追い払う。他のジェッツの仲間たちと合流し、自分たちを人間扱いしない警察やたらい回しにする役所の物真似に絡めて、自分たちが不良になったのは家庭環境や社会のせいと歌う（“Gee, Officer Krupke” 「クラプキ巡査どの」）。エニバディズが現れ、チノがトニーの命を狙っていることを知らせる。ジェッツたちは手分けしてトニーを探し出すことを決めて散る。
11時半、マリアの寝室のベッドでは恋人たちが寝ている。アニタが現れ、トニーはドックの店で会うことを約束して窓から逃げる。トニーがいたことに気付いたアニタは、自分の恋人でありマリアの兄であるベルナルドを殺したトニーのような男など忘れろとマリアに言うが（“A Boy Like That” 「あんな男」）、結局はマリアのトニーに対する愛情の強さに2人の関係を認め、チノがトニーを探していることを教える（“I Have Love” 「私は愛している」）。シュランクがマリアの事情聴取に訪れ、アニタはマリアの頼みを受け入れ彼女が遅れることを伝えるために渋々ながらドラッグストアへ向かう。
11時40分、ドックの店ではジェッツが集まり、ドックとトニーは地下にいる。そこへアニタが訪れ、ドック、さらにはトニーに会わせるように頼むが、アニタを信じない少年たちは彼女をからかい、辱めはじめる。すんでのところでドックが現れ、驚いて少年たちを叱りつけるが、怒りに燃えるアニタは「マリアはチノに殺されたとあんたらの友人に伝えな」と嘘を言って去る（“Taunting Scene” 「あざけりの場面」）。11時50分。アニタの嘘を本当だと思い込んだドックは、地下室に匿っているトニーにその話を伝える。自暴自棄になったトニーは店の外へ出てチノを呼び、僕も殺せと叫びまわる。
12時、チノを呼び回るトニーをエニバディズが止めようとするがトニーは聞かない。と、陰からトニーはマリアの姿を見つけ、駆寄ろうとするが、その瞬間チノの銃弾に斃れる。倒れたトニーを抱くマリアのもとへジェッツ、シャークスの双方が駆けつける。トニーが自分の信が足りなかった、ここでは2人は一緒にさせてもらえないといい、マリアはどこかへ行こうと答える。2人は “Somewhere” の一節を歌うが、トニーはマリアの腕の中で息を引き取る。マリアはしばし歌い続けようとするものの現実を悟り、トニーの体を地面に置く。アクションがチノに近付こうとするがマリアはこれを制し、チノから拳銃を取り上げ、ジェッツやシャークスの面々に銃口を向け「みんなが彼を殺したのよ。兄さんもリフも」と叫び、今や憎しみを抱いた自分も人を殺せるのだ、一発を自分に残してと言うが引き金を引くことはできずその場に泣き崩れる。シュランクが現れトニーの遺体に近付こうとすると、マリアは遺体に飛びついて触らせず、トニーに接吻をする。ベイビー・ジョンが地面に落ちたショールを拾ってマリアの頭にかけ、ジェッツとシャークスのメンバーが共にトニーの遺体を運び、葬列のように皆がそれに続く。遂にマリアも立ち上がり、頭を高く上げて列の最後に続いて退場し、大人たちだけが舞台になすすべなく取り残される。
その後、トニーの死後、ドックの店を継ぐためにアクション、アイス、チノ、ぺぺがアルバイトとして働く。

## 登場人物

### 白人非行グループ「ジェット」
リフ（Riff）
ジェットのリーダー。勢いがある一方で、賢くやや風変わり。叔父と住むのが嫌なため、ジェットを共に結成したトニーの家に居候している。『ロミオとジュリエット』のマキューシオにあたる。
トニー（Tony）
本作の主人公でポーランド系アメリカ人。ジェットをリフと共に作った。現在はドックの店で真面目に働いている。劇中、本名は「アントン」とマリアに告げる場面があり、またベルナルドのセリフに母がポーランドからの移民だとある。『ロミオとジュリエット』のロミオにあたる。アーサー・ローレンツは当初トニーの設定をシチリアンにするつもりであったが、脚本を作成する段階で現代アメリカの事情に合わせるためポーランド系に変更した。
アクション（Action）メンバー中で一番攻撃的で、怒りっぽい。
ディーゼル（Diesel）リフの副官的存在。大柄で、落ち着きがある。
A-ラブ (A-Rab)明るくすべてをふざけてとらえようとする性格。
ベイビー・ジョン（Baby John）ジェットの一番若いメンバーで背伸びをしようとまだ必死である。A-ラブと仲がいい。劇中漫画『スーパーマン』を読み、A-ラブともに心酔していることを窺わせる。
スノーボーイ（Snowboy）めがねをかけた自称エキスパート。
ビッグ・ディール（Big Deal）
ジーター（Gee-Tar）
以下3人は脚本上のセリフがない役。
マウスピース（Mouthpiece）
タイガー（Tiger）
ジョイボーイ（Joyboy）

### ジェットの女
グラジェラ（Graziella）リフの恋人。自信家。
ジェルマ（Jelma）若くてセクシー。天然で抜けているところがある。
ミニー（Minnie）
ポーリーン（Pauline）
エニィバディズ（Anybodys）
ジェッツに入団希望の男装の少女。ジェッツの面々から揶揄われている。『ロミオとジュリエット』のロミオの召使いバルサザーにあたる部分がある。

### プエルトリコ系アメリカ人非行グループ「シャーク」
ベルナルド（Bernardo）シャークのリーダー。ハンサムでプライドが高い。『ロミオとジュリエット』のティボルトにあたる。
マリア（Maria）
本作のヒロインでベルナルドの妹。まだ幼さが残り、とても愛らしい。ブライダルショップでお針子をしている。『ロミオとジュリエット』のジュリエットにあたる。ローレンツの当初の構想ではユダヤ系アメリカ人であったが、後に脚本を作る段階で現代の事情に合わせるためプエルトリコ系アメリカ人と設定変更された。
アニタ（Anita）ベルナルドの恋人。鋭く、利口でセクシー。『ロミオとジュリエット』のジュリエットの乳母にあたる部分がある。
チノ（Chino）
マリアの婚約者。シャイで優しい青年。『ロミオとジュリエット』のパリスにあたる部分がある。
ペペ（Pepe）ベルナルドの副官。
インディオ（Indio）
以下6人は脚本上のセリフがない役。
ルイス（Luis）
アンクシャス（Anxious）
ニブレス（Nibbles）
ジュアノ（Juano）
トロ（Toro）
ムース（Moose）

### シャーク団の女
ロザリア（Rosalia）インディオの恋人。あまり賢いとは言えない。
コンスェーロ（Consuelo）ペペの恋人。
以下4人は脚本上のセリフがない役。
テレシタ（Teresita）
フランチスカ（Francisca）
エステラ（Estella）
マルガリータ（Margarita）

### 大人たち
ドック（Doc）
ドラッグストアの店長でトニーの雇い主。ろくな親がいないジェッツの少年たちにとってただ一人の理解者であり、彼らに非行を止めスポーツなどをするよう勧めるが、ドックの若かった頃とは違うと少年たちには聞き入れられない。『ロミオとジュリエット』のローレンス修道士にあたる部分がある。リフの死後、少年達の更生のため奮闘する。
シュランク警部補（Lt. Schrank）
ニューヨーク市警察ウエスト・サイド分署の警部補。非行少年たちの抗争に悩まされており、プエルトリカンを快く思っていないためシャークスを特に嫌う。交通課へ格下げされることを恐れている。『ロミオとジュリエット』のエスカラス大公にあたる部分がある。
クラプキ巡査（Officer Krupke）
ウエスト・サイド分署の巡査。シュランクの腰巾着的存在。高慢な上、四角四面で融通の利かない性格。保身的な人物でジェッツの少年からはシュランク以上に嫌われている。
グラッド・ハンド（Glad Hand）
ダンスパーティのお目付け役。30歳前後の男性。

## 楽曲
第1幕
1. Overture（序曲）（作曲者自身は序曲を作曲しておらず、出版楽譜にも含まれない）
2. Prologue（プロローグ）
3. Jet Song（ジェットソング）：リフ、アクション、ベイビー・ジョン、A-ラブ、ビッグ・ディール、ジェッツ
4. Something's Coming（何か起こりそう）：トニー
5. The Dance at the Gym（体育館でのダンスパーティ）
  1. Blues（ブルース）
  2. Promenade（プロムナード）
  3. Mambo（マンボ）
  4. Cha-cha（チャチャ）
  5. Meeting Scene（出会いのシーン）：マリア、トニー
  6. Jump（ジャンプ）
6. Maria（マリア）：トニー
7. Tonight（トゥナイト、Balcony Sceneとも）：マリア、トニー
8. America（アメリカ）：アニタ、ロザリア、シャークスの女たち
9. Cool（クール）：リフとジェッツ
10. One Hand, One Heart（ひとつの心）：トニー、マリア
11. Tonight (Quintet)（トゥナイト）：リフとジェッツ、ベルナルドとシャークス、アニタ、トニー、マリア
12. The Rumble（決闘）

第2幕
1. I Feel Pretty（アイ・フィール・プリティ）：マリア、女の子たち
2. (Somewhere)
  1. Ballet Sequence（バレエ）：トニー、マリア
  2. Transition to Scherzo（スケルツォへの変容）
  3. Scherzo（スケルツォ）
  4. Somewhere（どこかへ）：ある女の子
  5. Procession and Nightmare（行列と悪夢）：トニー、マリア、全員のコーラス
3. Gee, Officer Krupke（クラプキ巡査どの）：アクション、スノーボーイ、ディーゼル、A-ラブ、ベイビー・ジョン、ジェッツ
4. A Boy Like That/I Have Love（あんな男に〜私は愛している）：アニタ、マリア
5. Taunting Scene（あざけりの場面）
6. Finale（フィナーレ）：マリア、トニー

### 楽器構成
- リード I（ピッコロ・フルート・アルトサクソフォーン・クラリネット・バスクラリネット）
- リード II（小クラリネット・クラリネット・バスクラリネット）
- リード III（ピッコロ・フルート・オーボエ・コールアングレ・テナーサクソフォーン・バリトンサクソフォーン・クラリネット・バスクラリネット）
- リード IV（ピッコロ・フルート・ソプラノサクソフォン・バスサクソフォーン・クラリネット・バスクラリネット）
- リード V（ファゴット）
- ホルン（F管） 2
- トランペット 3（B管、2番はD管持ち替え）
- トロンボーン 2
- ティンパニ
- パーカッション 4人（ドラムセット、ピッチト・ドラム4、スネアドラム、サスペンデッド・シンバル2、シロフォン、ヴィブラフォン、グロッケンシュピール、ボンゴ3、コンガ、カウベル3、ティンバレス、ウッドブロック、トライアングル、テンプル・ブロック、チャイム、タムタム、ゴード、タンバリン、マラカス、小マラカス、フィンガーシンバル、カスタネット、クラベス、ラチェット、警笛、スライドホイッスル）
- ピアノ・チェレスタ
- エレキギター・スパニッシュギター・マンドリン
- ヴァイオリン 7人
- チェロ 4人
- コントラバス 1人

## 上演

### ブロードウェイ初演

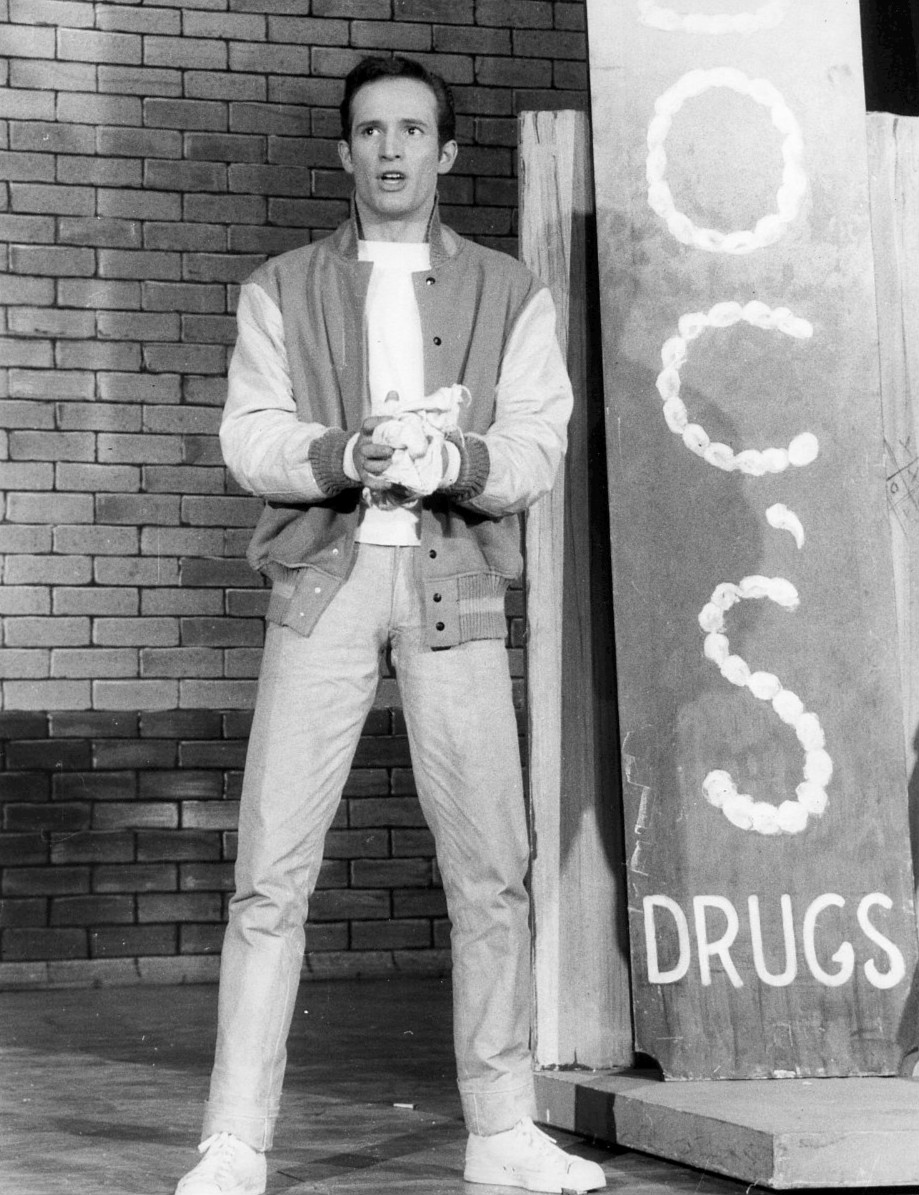
トニー役のラリー・カート

1957年8月20日にワシントンD.C.でトライアウト（試験興行）として初演、フィラデルフィアでのトライアウトを経て、同年9月26日にマンハッタンのウィンター・ガーデン・シアターでブロードウェイ初演が行われた。演出・振り付けはジェローム・ロビンズで、この上演によりその年のトニー賞最優秀振付賞を受賞した。他にオリバー・スミスがトニー賞舞台美術賞を受賞している。キャストのほとんどは無名の新人であった。732公演を重ねた後、ツアーを行い、1960年にウィンター・ガーデン・シアターに戻りさらに253公演を行った。

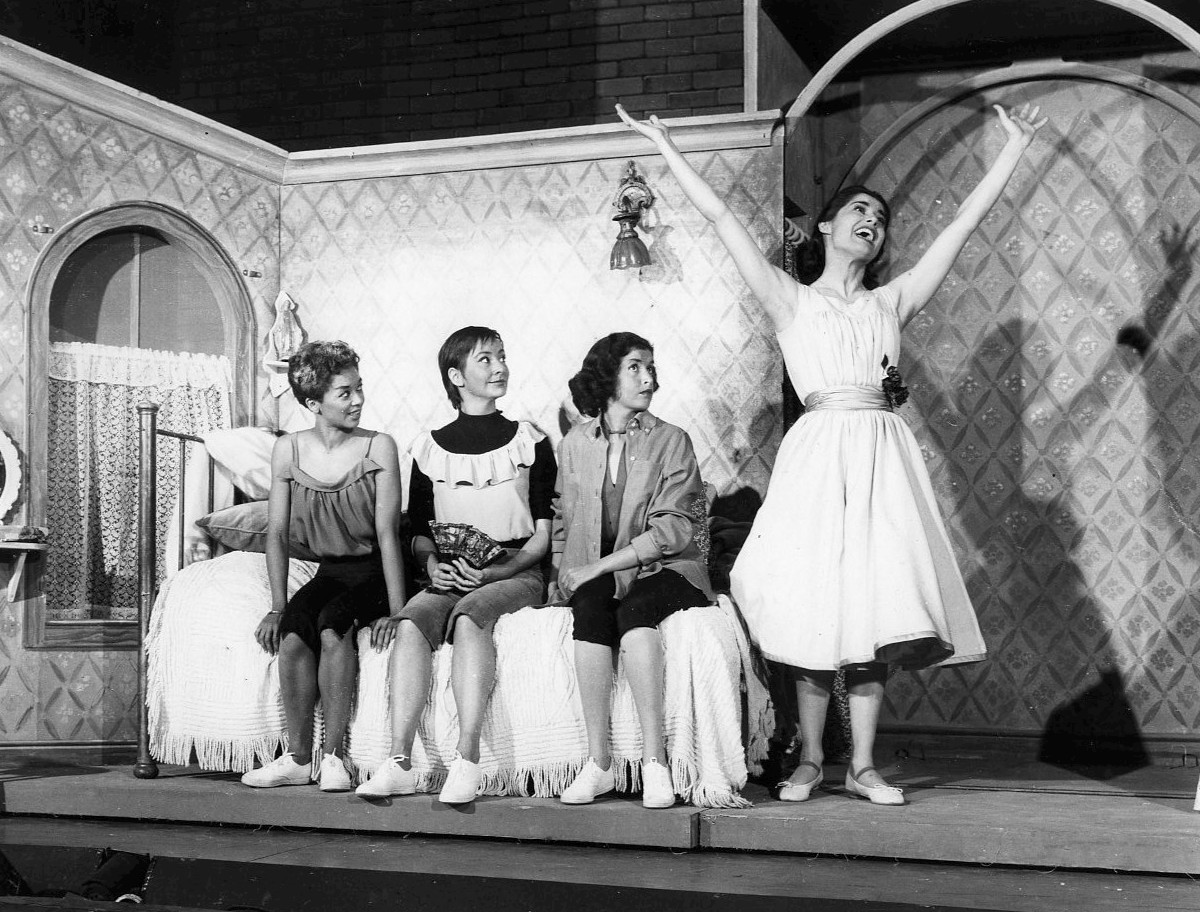
「すてきな気持ち」を歌うマリア役のキャロル・ローレンス右

### ウエスト・エンド初演
ヨーロッパ初演は1958年12月、ロンドンウエスト・エンドのハー・マジェスティーズ・シアターで行われ、1961年6月まで1039公演を重ね、その後1962年2月からスカンジナビア・ツアーを行った。ウエスト・エンド公演でもロビンズが演出・振り付けを担当し、ピーター・ジェンナーロが振り付けを共同担当した。
この公演では1961年の映画版でベルナルド役を演じアカデミー賞を受賞したジョージ・チャキリスがリフ役で出演している。またアニタ役はブロードウェイと同じくチタ・リヴェラが演じた。

### リバイバル公演
1960年代より世界各地で公演が重ねられているが、特筆される公演として1980年のブロードウェイのリバイバル公演が上げられる。この公演はオリジナル公演と同じく演出・振り付け・ロビンズ、舞台・オリバー・スミスにより、1980年2月14日よりミンスコフ劇場で行われ、11月30日の千秋楽までに333公演行った。

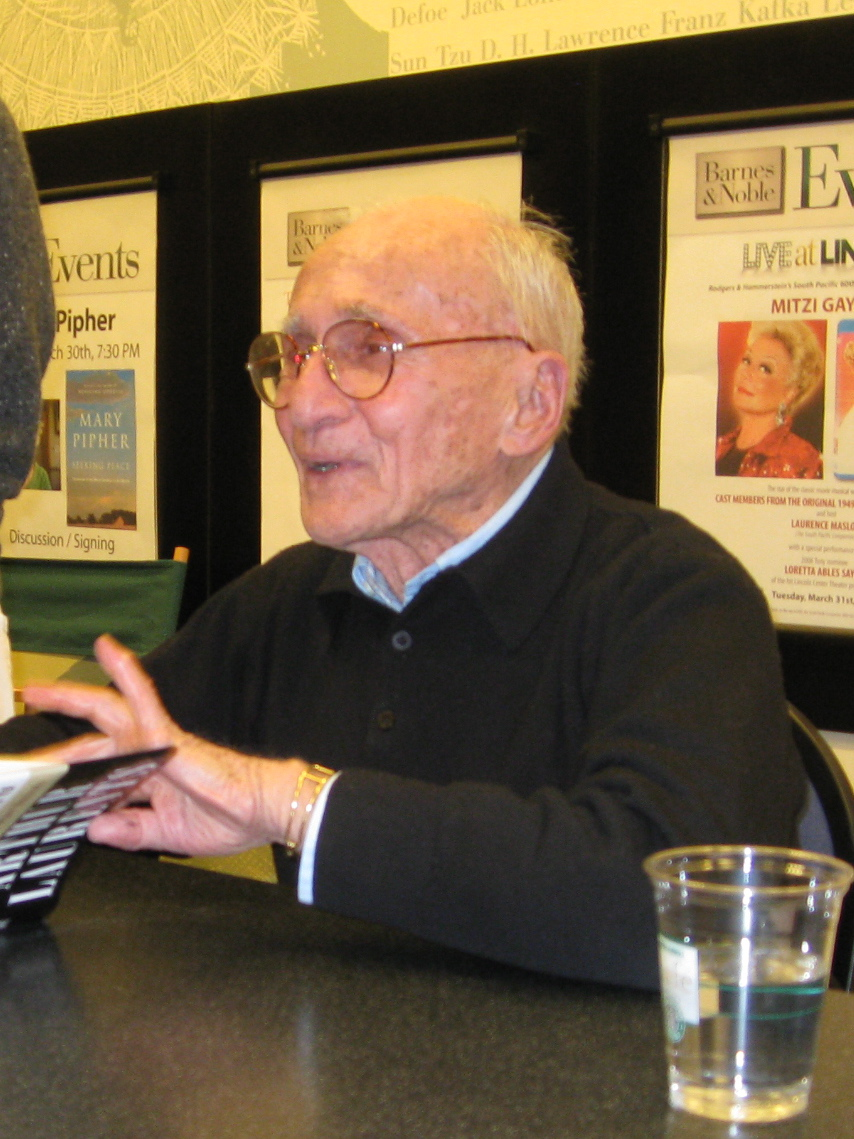
アーサー・ローレンツ,2009年撮影)

2000年にはスカラ座の公演にかかり、話題となった。
2008年8月より、マイケル・ブレナー制作BBプロモーション主催「50周年記念ワールドツアー」として、オリジナル脚本のアーサー・ローレンツ演出にもとづき、ジョーイ・マクニーリー（上記スカラ座公演以降も担当）演出で世界各地を公演している。ドイツ、フランス、スイス、オーストリア、スペイン、オランダ、イタリア、日本、シンガポール、中国、台湾などを巡回中。

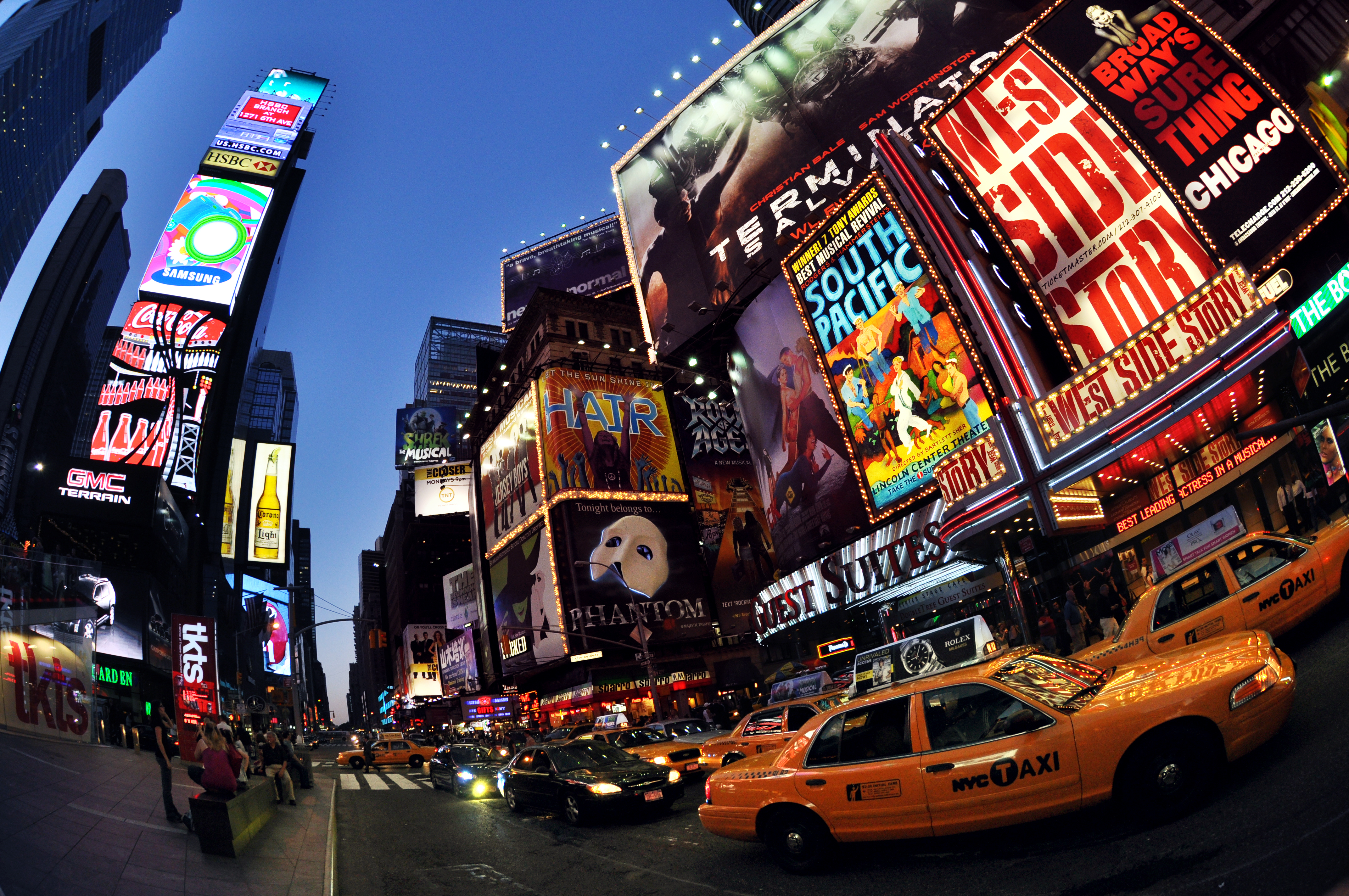
タイムズスクエア

2009年3月19日より、ニューヨーク、ブロードウェイのパレス・シアターにてオリジナル脚本のアーサー・ローレンツ演出によるリバイバル公演が行われた。このリバイバル公演では、プエルトリコ人の若者の物語であることを、今回の公演で脚本も担当しているアーサー・ローレンツ自身がより強調したいとの思いから、一部の楽曲の歌詞やセリフに、スペイン語が多く取り入れられていた。

## 日本における公演
日本での上演権は現在株式会社インターナショナル・ミュージカルス新社が保有している。

### 英語版キャストによる来日公演
日本においては1964年に日生劇場にてブロードウェイのキャストによる公演が行われた。本格ミュージカルの上演を求める声を受け、1961年に日生劇場の制作営業担当取締役に就任した浅利慶太のプロデュースにより、大蔵省による外貨規制に対し特別枠の割り当てを求めて田中角栄大蔵大臣へ直訴するなどの尽力を経て、前年にこけら落としを迎えたばかりの同劇場にて2か月間、50公演が実現した。
1988年には、主催テレビ朝日（東京公演）、同朝日放送（大阪公演）、同名古屋テレビ放送（名古屋公演）、同KBC九州朝日放送（福岡公演）で、三井ホーム協賛の「三井ホームミュージカル」として上記各都市で上演された。なお、英語版キャストではあるが、ブロードウェイ版のキャストではない。トニー役はTVドラマ『大草原の小さな家』アルマンゾ・ワイルダー役のディーン・バトラーが演じた。
また、前述のマイケル・ブレナー制作BBプロモーション主催「50周年記念ワールドツアー」が日本に巡回し、2009年7月から8月に名古屋、東京、西宮で上演された。
2017年7月には東急シアターオーブ5周年記念公演の一環として、レナード・バーンスタイン生誕100年記念のワールドツアーが来日し公演が行われた。

### 宝塚歌劇団公演
『ウエストサイド物語』のタイトルで、1968年に宝塚歌劇団において公演が行われた。以降も公演が重ねられている。

### 劇団四季公演
『ウェストサイド物語』のタイトルで、1974年以降に劇団四季によって公演が重ねられている。1964年に日生劇場で来日公演が行われた際、当時日生劇場の役員を務めていた劇団四季代表の浅利慶太が「いつか劇団四季で上演したい」と考える。劇団四季は色々なミュージカルを経験して実力を上げ、来日公演から10年を過ぎた1974年に劇団四季の手で上演した。それ以降、劇団四季は断続的に上演を続けている。なお、劇団四季の公演では、タイトルに「・」（なかてん）は付けていない。「ウェスト」の「ェ」は小さい。

#### スタッフ
- 翻訳 … 倉橋健
- 訳詞 … 岩谷時子
- 振付 … ボブ・アーディティ（英語版）（ - 1995年）、ジョーイ・マクニーリ（2007年 - ）
- 演出 … 浅利慶太（ - 2012年）、ジョーイ・マクニーリ（2016年 - ）[5]
- 装置 … 金森馨（ - 2012年）、土屋茂昭（2016年 - ）[5]
- 照明 … 吉井澄雄（ - 2012年）、赤崎浩二（2016年 - ）[5]

#### これまでの主要キャスト
- ジェット団
  - トニー … 鹿賀丈史、山口祐一郎、芥川英司、石丸幹二、阿久津陽一郎、鈴木涼太、福井晶一、石井雅登、神永東吾、小野田龍之介、田中彰孝、大田翔
  - リフ … 飯野おさみ、荒川務、松島勇気、田邊真也、岩崎晋也、上川一哉
  - エニィ・ボディス …浅見陽子、磯津ひろみ、木村仁美、石倉康子、木内志奈、馬場美根子、山中由貴
- シャーク団
  - マリア … 雪村いづみ、久野綾希子、野村玲子、保坂知寿、鈴木京子、堀内敬子、井料瑠美、笠松はる、木村花代、高木美果、花田えりか、苫田亜沙子、山本紗衣、岩城あさみ
  - アニタ … 立川真里、服部良子、前田美波里、保坂知寿、鎌田真由美、柴垣裕子、山崎佳美、山田千春、樋口麻美、団こと葉、増本藍、岡村美南、相原茜、加藤久美子
  - ベルナルド …郡司行雄、市村正親、田代久雄、吉元和彦、加藤敬二、菊池正、遠藤敏彦、望月龍平、松島勇気、萩原隆匡
- 大人たち
  - ドック …　宮部昭夫、井関一、立岡晃、緒方愛香、松下武史、荒井孝
  - シュランク …松本幸生 、瀬下和久、深見正博、光枝明彦、岡本隆生、志村要、田代隆秀、荒井孝
  - クラプキ … 光枝明彦、渋谷智也、青木朗、荒木勝、石原義文、中村伝

#### 上演記録
- 1974年2月：日生劇場（東京初演）
- 1977年
- 1979年
- 1983年
- 1986年4月 - ：日生劇場、全国公演（全国各地で上演）
- 1987年
- 1990年
- 1991年5月10日 - 7月13日：全国公演（全国各地で初演）
- 1994年12月4日 - 1995年1月30日：近鉄劇場（大阪初演）
- 1995年：日生劇場（東京凱旋）
- 2007年9月8日 - 2008年1月28日：JR東日本アートセンター四季劇場［秋］（以下、四季劇場・秋）（東京3回目）
- 2008年2月11日 - 8月31日：京都劇場（京都初演）
- 2009年4月18日 - 9月6日：全国公演（全国各地で凱旋）
- 2009年9月21日 - 11月8日：福岡シティ劇場（現キャナルシティ劇場）（福岡初演）
- 2009年12月4日 - 2010年1月11日：四季劇場・秋（東京4回目）
- 2012年10月31日 - 12月24日：四季劇場・秋（東京5回目）
- 2016年2月14日 - 5月8日：四季劇場・秋[5]
- 2016年6月29日 - 7月24日：京都劇場[6]

### 2004年公演
『SHONENTAI PLAYZONE '04 WEST SIDE STORY』として、2004年7月から8月に青山劇場およびフェスティバルホールにてジョーイ・マクニーリー演出・振付、勝田安彦翻訳・訳詞により少年隊などによって演じられたことがある。
続いてブロードウェイミュージカル『ウエストサイドストーリー』として、同年12月4日から12月30日まで青山劇場にて、2005年1月4日から1月9日まで大阪厚生年金会館にて、ジョーイ・マクニーリー演出・振付、勝田安彦翻訳・訳詞により、主要キャストを一新して嵐などによって再上演された。

#### キャスト
- トニー：櫻井翔
- リフ：大野智
- ベルナルド：松本潤
- アクション：生田斗真
- チノ：風間俊介
- ベイビー・ジョン：東新良和
- Aラブ：山下翔央
- マリア：和音美桜（宝塚歌劇団 宙組）
- アニタ：天勢いづる（宝塚歌劇団 雪組）

#### スタッフ
- 演出・振付：ジョーイ・マクニーリー
- 演出・振付助手：ローリー・ワーナー
- 翻訳・訳詩：勝田安彦
- 演出補（日本側演出）：甲斐マサヒロ
- 振付補（日本側振付）：ケンジ中尾
- 音楽監督：島健
- 音楽監督助手：松田眞樹
- 指揮：鈴木織衛、浜津清仁
- 美術：松井るみ
- 衣裳：原まさみ
- 照明：吉川ひろ子
- 音響：今井剛
- 舞台監督：広瀬次郎
- ヴォーカル指導：古賀義弥
- 発声指導：泉忠道
- ヘアー&メークアップ：鎌田直樹
- 照明チーフ：小暮寿代
- ムービング：吉枝康幸

#### 上演台本
- 勝田安彦『勝田安彦ドラマシアターシリーズ2 ウェスト・サイド・ストーリー』（2006年7月、カモミール社、ISBN 978-4-907775-42-1）

### 2019年公演
2019年8月から2020年5月にかけてTBSテレビなどによりIHIステージアラウンド東京においてブロードウェイ・ミュージカル『ウエスト・サイド・ストーリー』として長期公演が行われている。2019年8月から10月上演の「来日キャスト版」を皮切りに、2019年11月から2020年5月にかけて「日本キャスト版」をキャストを替えて3シーズンで約7か月のロングラン公演予定となっていた。Season3については、新型コロナウイルス感染症流行に伴い政府より発表された緊急事態宣言を受け、全公演を中止となった。デイヴィッド・セイントが演出し、振付フリオ・モンゲ、日本語版翻訳・訳詞を竜真知子、演出補は薛珠麗、振付指導は大澄賢也らが担当。企画・製作はTBS。

#### 公演期間
来日キャスト版
- 2019年8月19日（月） - 10月27日（日）

日本キャスト版　
- Season1：2019年11月6日（水） - 2020年1月13日（月）
- Season2：2020年 2月1日（土） - 2020年3月10日（火）
- Season3：2020年 4月1日（水） - 2020年5月31日（日） - 全公演中止

#### キャスト
| 登場人物       | 来日キャスト版                   | 日本キャスト版        | 日本キャスト版      | 日本キャスト版              |
| 登場人物       | 来日キャスト版                   | Season1               | Season2             | Season3                     |
| -------------- | -------------------------------- | --------------------- | ------------------- | --------------------------- |
| トニー         | トレヴァー・ジェームス・バーガー | 宮野真守/蒼井翔太     | 村上虹郎/森崎ウィン | 浦井健治/柿澤勇人           |
| マリア         | ソニア・バルサラ                 | 北乃きい/笹本玲奈     | 宮澤エマ/田村芽実   | 桜井玲香/伊原六花           |
| アニータ       | エイドリアナ・ネグロン           | 樋口麻美/三森すずこ   | May J./宮澤佐江     | ソニン/夢咲ねね             |
| リフ           | マシュー・ステリティ             | 小野田龍之介/上山竜治 | 上口耕平/小野賢章   | 加藤和樹/木村達成           |
| ベルナルド     | ジョージ・アクラム               | 中河内雅貴/水田航生   | 渡辺大輔/廣瀬友祐   | Oguri/有澤樟太郎            |
| シュランク     | ブレンダン・ライアン             | 堀部圭亮              | 山口馬木也          | 中村まこと                  |
| クラプキ       | マシュー・クロブ                 | 吉田ウーロン太        | 辰巳智秋            | コング桑田                  |
| グラッドハンド | マイケル・マストロ               | レ・ロマネスクTOBI    | 岩崎う大            | やついいちろう/槙尾ユウスケ |
| ドク           | マーク・フィッシュバック         | 小林隆                | 田山涼成            | モロ師岡                    |

#### スタッフ
- 原案：ジェローム・ロビンス
- 脚本：アーサー・ローレンツ
- 音楽：レナード・バーンスタイン
- 作詞：スティーブン・ソンドハイム
- 初演時演出・振付：ジェローム・ロビンス

ステージアラウンド版オリジナルスタッフ
- 演出：デイヴィッド・セイント
- 振付リステージング：フリオ・モンヘ
- セットデザイン：アナ・ルイゾス
- 照明デザイン：ケン・ビリングトン
- プロジェクションデザイン：59プロダクションズ
- 衣裳デザイン：リサ・ジニー
- 音響デザイン：山本浩一（エス・シー・アライアンス）
- ステージアラウンド・スーパーバイザー：芳谷研
- エグゼクティブ・プロデューサー：ケヴィン・マッコロム（Alchemation）、ロビン・デ・レビータ（Imagine Nation）、吉井久美子（John Gore Organization）

日本語上演版スタッフ
- 翻訳・訳詞：竜真知子
- 演出補：フリオ・モンヘ、薛珠麗
- 振付指導：大澄賢也
- 歌唱指導：山口正義
- 音楽監督・指揮：井田勝大
- 指揮：木村康人
- 演出助手：河合範子
- 舞台監督：和田健汰（Keystones）
- 技術監督：小林清隆（Keystones）
- 制作：ゴーチ・ブラザーズ
- 主催：TBS、ディスクガレージ、ローソンエンタテインメント、電通
- 企画・制作：TBS
- 招聘：TBS、VIS A VISION

## 録音
公演や、さまざまなアレンジ版の録音が発表されている。
1957年にブロードウェイのオリジナルキャストによる録音が行われた（Columbia CK 32603）。1961年の映画版のサウンドトラックも同年発表された。
1984年に、バーンスタイン自らが初めて指揮をし、著名なオペラ歌手を起用したアルバムが作成された（RCA DG 4152531）。マリアにキリ・テ・カナワ、トニーにホセ・カレーラス、アニタにタティアナ・トロヤノスを配し、“Somewhere” をマリリン・ホーンが歌っている。またマリアとトニーのダイアログ部分はバーンスタインの子であるニナとアレクサンダーが務めている。この時の録音の様子は映像に収められ、ドキュメンタリーとして公開された。
全曲完全録音は1997年にJohn Owen Edwards 指揮、National Symphony Orchestraにより初めて行われた。
1997年にはデイヴ・グルーシンが本作の主要楽曲をビッグバンド編成でアレンジしたアルバム『Dave Grusin Presents West Side Story』をフィル・ラモーンのプロデュースでN2Kエンコーデッド・ミュージックから発表した。ゲスト・ミュージシャンとしてマイケル・ブレッカー、ジョナサン・バトラー、リー・リトナー、グロリア・エステファン、デイヴ・ヴァレンティン、ジョン・セカダなどがフィーチャーされている。
2007年には50周年記念としてマリアにヘイリー・ウェステンラ、トニーにヴィットリオ・グリゴーロを配したアルバムが発表された。

## シンフォニック・ダンス
レナード・バーンスタインは1960年に、シド・ラミンとアーウィン・コスタルの手を借りてミュージカル中の主要曲を集めて編曲し、オーケストラのための演奏会用組曲「『ウエスト・サイド物語』からのシンフォニック・ダンス」（Symphonic Dances from 'West Side Story'）を作った。初演は1961年2月13日カーネギー・ホールで、ルーカス・フォス指揮のニューヨーク・フィルハーモニックによって行なわれた。
バーンスタイン自身による複数の録音（1961年 ニューヨーク・フィルハーモニック、1983年 ロサンジェルス・フィルハーモニック）がある他、しばしばオーケストラのレパートリーとして実演や録音が行なわれている。
構成は次の通りで、全曲が切れ目なく演奏される。演奏時間は約30分。
1. プロローグ（Prolog）
2. サムウェア（Somewhere）
3. スケルツォ（Scherzo）
4. マンボ（Mambo）
5. チャチャ（Cha-Cha）
6. 出会いの場面（Meeting Scene）〜クール（Cool）〜フーガ（Fugue）
7. ランブル（Rumble）
8. フィナーレ（Finale）

## 小説化
アーヴィング・シュルマン によって小説化されている。この中でシュルマンはトニーにウィチェック（Wyzek）、マリアとベルナルドにヌネス（Nunez）、リフにロートン（Lorton）、チノにマルティン（Martin）、アニタにパラチオ（Palacio）という姓を与えている。以下が訳書。
- 『ウェスト・サイド物語』大久保康雄訳、河出書房新社、1962年
- 『ウエスト・サイド・ストーリー 新訳版』北田絵里子訳、早川書房〈ハヤカワ文庫〉、2021年

## 映画化
『ウエスト・サイド物語』 は1961年にアメリカで公開され、第34回アカデミー賞にて作品賞・監督賞・助演男優賞・助演女優賞をはじめとした10部門を受賞した（詳細は『ウエスト・サイド物語 (映画)』を参照）。
2021年にスティーヴン・スピルバーグ監督で2度目の映画化がなされた。